# 中田平站

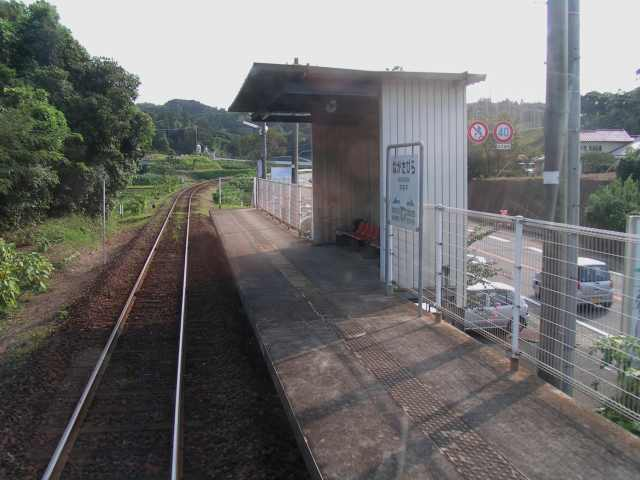
月台（2006年8月28日）

中田平站（日语：／ Naka-Tabira eki */?）是位於長崎縣平戶市田平町下龜免，松浦鐵道的西九州線車站。

## 歷史
- 1991年（平成3年）3月16日 - 車站啟用[1]。

## 車站構造
車站是一座地面車站，設有1面1線的單式月台。此站是無人車站，沒有車站大樓，只有候車室。車站建設斜坡上，高於道路。

## 車站周邊
- 國道204號
- 圓通寺
- 平戶市立田平東小學
- 東田平郵局
- 丸米池
- 久吹水壩

## 使用狀況
以下為1日平均乘車人次列表：
| 乘車人員變化 | 乘車人員變化 |
| 年度         | 1日平均人次  |
| ------------ | ------------ |
| 1998         | 26           |
| 1999         | 27           |
| 2000         | 40           |
| 2001         | 24           |
| 2002         | 28           |
| 2003         | 19           |
| 2004         | 31           |
| 2005         | 31           |
| 2006         | 12           |
| 2007         | 15           |
| 2008         | 10           |
| 2009         | 10           |
| 2010         | 10           |

## 相鄰車站
松浦鐵道
西九州線
東田平－中田平－田平平戶口

## 注腳
1. ↑  鈴木文彥（日语：鈴木文彦）. . 鐵道雜誌（日语：鉄道ジャーナル） (鐵道雜誌社（日语：鉄道ジャーナル社）). 2012-08, 46 (8): 106–111 （日语）.
2. ↑  長崎縣統計年鑑

## 外部連結
- 中田平站時間表 （页面存档备份，存于）（日語） - 松浦鐵道